# Lugon-et-l’Île-du-Carnay
Lugon-et-l'Île-du-Carnay – miejscowość i gmina we Francji, w regionie Nowa Akwitania, w departamencie Żyronda.
Według danych na rok 1990 gminę zamieszkiwało 1026 osób, a gęstość zaludnienia wynosiła 94 osób/km² (wśród 2290 gmin Akwitanii Lugon-et-l'Île-du-Carnay plasuje się na 419. miejscu pod względem liczby ludności, natomiast pod względem powierzchni na miejscu 1004.).